# Discoporella depressa
Discoporella depressa is een mosdiertjessoort uit de familie van de Cupuladriidae. De wetenschappelijke naam van de soort is voor het eerst geldig gepubliceerd in 1841 door Conrad.